# Витютнев, Игорь Геннадьевич
Игорь Геннадьевич Витютнев (22 сентября 1964) — советский и таджикистанский футболист, защитник.
В первенстве СССР играл в первой лиге за «Памир» Душанбе (1982—1985), СКА Хабаровск (1986), «Металлург» Запорожье (1987—1988). В 1989—1990 годах за «Памир» провёл 21 матч в высшей лиге. 1992 год начал в команде высшей лиги России «Уралмаш» Екатеринбург, но не провёл ни одной игры и перешёл в клуб второй лиги «Кубань» Баранниковский. 1993 год провёл в команде первой украинской лиги «Темп» Шепетовка. Затем выступал в России за команды «Орехово» Орехово-Зуево (1994), «Индустрия» Боровск (1995), «Океан» Находка (1996), «Торпедо» Арзамас (1998)
Провёл одну игру за сборную Таджикистана — 17 июня 1992 года в домашней товарищеской игре против Узбекистана (2:2) был заменён на 51-й минуте.